# Афінагор Афінський
Афінагор (грец. Ἀθηναγόρας ὁ Ἀθηναῖος; c. 133 — c. 190 р. Р. Х.) —  християнський апологет, який жив у другій половині ІІ століття, про якого достеменно мало що відомо, крім того, що він був афінянином (хоча, можливо, не родом з Афін), філософом і наверненим у християнство.
У Православній Церкві свято Афінагора відзначається 24 липня.

## Історія
У своїх творах він називає себе «Афінагор, афінянин, філософ і християнин». Є деякі свідчення того, що до свого навернення він був платоністом, але це не є певним. Навернений у християнство, Афінагор вирушив до Олександрії і викладав у тому місці, що стане її знаменитою християнською академією.

## Твір і твори
Хоча його творчість видається добре відомою та впливовою, згадки про нього іншими ранньохристиянськими апологетами, зокрема у великих працях Євсевія, дивним чином відсутні. Можливо, його трактати, що поширювалися анонімно, деякий час вважалися роботою іншого апологета, або могли бути інші обставини, які зараз втрачені. У ранньохристиянській літературі про нього є лише дві згадки: кілька акредитованих цитат з його Апології у фрагменті Методія Олімпійського (помер 312 р.) і деякі невірогідні біографічні подробиці у фрагментах християнської історії Філіпа Сідського (бл. 425). Філіп Сідський стверджує, що Афінагор очолював Олександрійську богословську школу (що, ймовірно, є невірним і суперечить Євсевію), і зазначає, що Афінагор навернувся до християнства після того, як спочатку ознайомився із Святим Письмом, намагаючись його спростувати.
За ритмом речень і розташуванням матеріалу можна припустити, що автор відвідував школу риторики. Доробок апологета свідчить про ерудицію та культуру, силу філософа й ритора, глибоку оцінку інтелектуального характеру свого віку, такт і делікатність у спілкуванні з могутніми противниками його релігії. Таким чином, деякі пізніші дослідники вважають, що його твори мали значніший вплив на цільову аудиторію, ніж відоміші тепер праці його більш полемічних і релігійно обґрунтованих сучасників. 
Із його творів збереглося лише кілька: Посольство (πρεσβεία) для християн (частіше називається латинською під назвою Legatio Pro Christianis або просто Legatio і часто згадується як Апологія), і трактат під назвою Про воскресіння мертвих (абоПро воскресіння тіла).

### Legatio Pro Christianis
Посольство для християн, дата якого фіксується внутрішніми свідченнями наприкінці 176 або 177 року, було ретельно написаним закликом про справедливість до християн, зробленим філософом, з філософських міркувань, до імператорів Марка Аврелія та його сина Коммода, яким він лестить як завойовникам, «але передусім філософам».
«Апологія» — це рання спроба використати платонівські ідеї для інтерпретації християнської віри для грецької та римської культур. Спочатку він скаржиться на нелогічну і несправедливу дискримінацію християн і наклепи, яких вони зазнають, а потім зустрічається з обвинуваченням в атеїзмі (головна скарга, спрямована на християн того часу, полягала в тому, що, не вірячи в римських богів, вони показували себе бути атеїстами). Цей перший сильно аргументований аргумент про єдність Бога в християнській літературі доповнюється вмілим викладом Трійці.
Припускаючи оборону, він виправдовує утримання християн від поклоніння національним божествам, стверджуючи, що це абсурдно і непристойно, довго цитуючи язичницьких поетів і філософів на підтримку свого твердження. Нарешті, він відповідає на звинувачення в аморальності, відкриваючи християнський ідеал чистоти навіть у думках і непорушну святість подружніх уз. Спростовуючи звинувачення в канібалізмі, Афінагор стверджує, що християни ненавидять будь-яку жорстокість і вбивства, відмовляючись брати участь у змаганнях гладіаторів і диких звірів і вважаючи, що жінки, які вживають наркотики, щоб зробити аборт, вчиняють вбивство, за яке їм доведеться дати звіт перед Богом.

### Про Воскресіння мертвих
Трактат Про воскресіння мертвих, перший повний виклад доктрини в християнській літературі, був написаний пізніше, ніж Апологія, до якої його можна вважати додатком. Письменник на захист доктрини висуває найкраще, що могла дати сучасна філософія. Зустрічаючи звичайні для його часу заперечення, він прагне довести можливість воскресіння з огляду на силу Творця або на природу наших тіл. Використання таких повноважень не є ані негідним Бога, ані несправедливим щодо інших створінь. Він стверджує, що природа і мета людини вимагають увічнення життя тіла і душі. Хоча він чітко вчить про безсмертя душі та тіла воскресіння, він стверджує, що душа несвідома між смертю і воскресінням: «[Т]і, хто помер, і ті, хто спить, підлягають подібним станам, що стосується принаймні нерухомість і відсутність будь-якого сенсу сьогодення чи минулого, а точніше самого існування та власного життя».